# 信濃国分寺
信濃国分寺（しなのこくぶんじ）は、長野県上田市国分(こくぶ)にある天台宗の寺院。本尊は薬師如来。現在山号・院号はないが、江戸時代には「浄瑠璃山真言院国分寺」と号した。また本堂の薬師堂には「八日堂（ようかどう）」の別称がある。
奈良時代に聖武天皇の詔により日本各地に建立された国分寺のうち、信濃国国分寺の後継寺院にあたる。本項では現寺院とともに、創建当時の史跡である信濃国分寺跡・信濃国分尼寺跡（合わせて「信濃国分寺跡」として国の史跡）についても解説する。

## 歴史
上田盆地の中、千曲川の北岸に位置する。上田市には信濃国の国府が設けられたと見られており、古代信濃国の中心地であった。創建時の国分僧寺跡・尼寺跡は並んで建てられており、現在はその中をしなの鉄道が通っている。そして僧寺跡の北方300メートルの場所に現在の国分寺が立っている。
僧寺・尼寺が創建された時期は明らかとはなっていない。存続については、発掘調査によって両寺とも平安時代初期まで認められている。しかしながら、現国分寺位置への移転の年代は定かでない。寺伝では承平8年（938年）に平将門と平貞盛の合戦で焼亡したという。ただし『将門記』にも国分寺辺での合戦の記録があるが詳細は明らかではなく、発掘で明らかとなった焼けた痕跡も一部に留まっていることから、他国の国分寺同様に平安時代末期の律令制衰退により荒廃したと見られている。現寺院の境内にある石造多宝塔は鎌倉時代の作と見られることや、寺伝では三重塔の建立を建久8年（1197年）ということから、移転時期を平安時代と見る考えがある。
なお、諸国国分寺の本尊の多くが釈迦如来であるのに対して当寺は薬師如来であることについて、平安時代中期に寺勢が傾いた際の復興において、当時の仏教思想の潮流に従ったものと推測されている。
天正13年（1585年）信濃国分寺を含む地域を治める真田昌幸と鳥居元忠や大久保忠世らが率いる徳川軍との間で第一次上田合戦が起こった際、信濃国分寺は戦渦に巻き込まれ、伽藍の大半が全焼したが、三重塔は焼かれずに残った。
慶長5年（1600年）関ヶ原の戦いの際、関東から徳川秀忠軍が中山道を通って、西上していた。その途中に位置する上田城に籠城していた昌幸に対して秀忠軍は勧告交渉を行うため、信濃国分寺の境内の百体観音堂の前で、昌幸と真田信幸と本多忠政が会談を行った。この会談で、昌幸は城を明け渡す準備をするので待ってほしいと申し出て、徳川方はそれを了承。しかし4日後、昌幸は徳川軍を挑発して結局戦闘が始まった（第二次上田合戦）。現在、その会談を行った場所に石碑が建っている。

## 境内

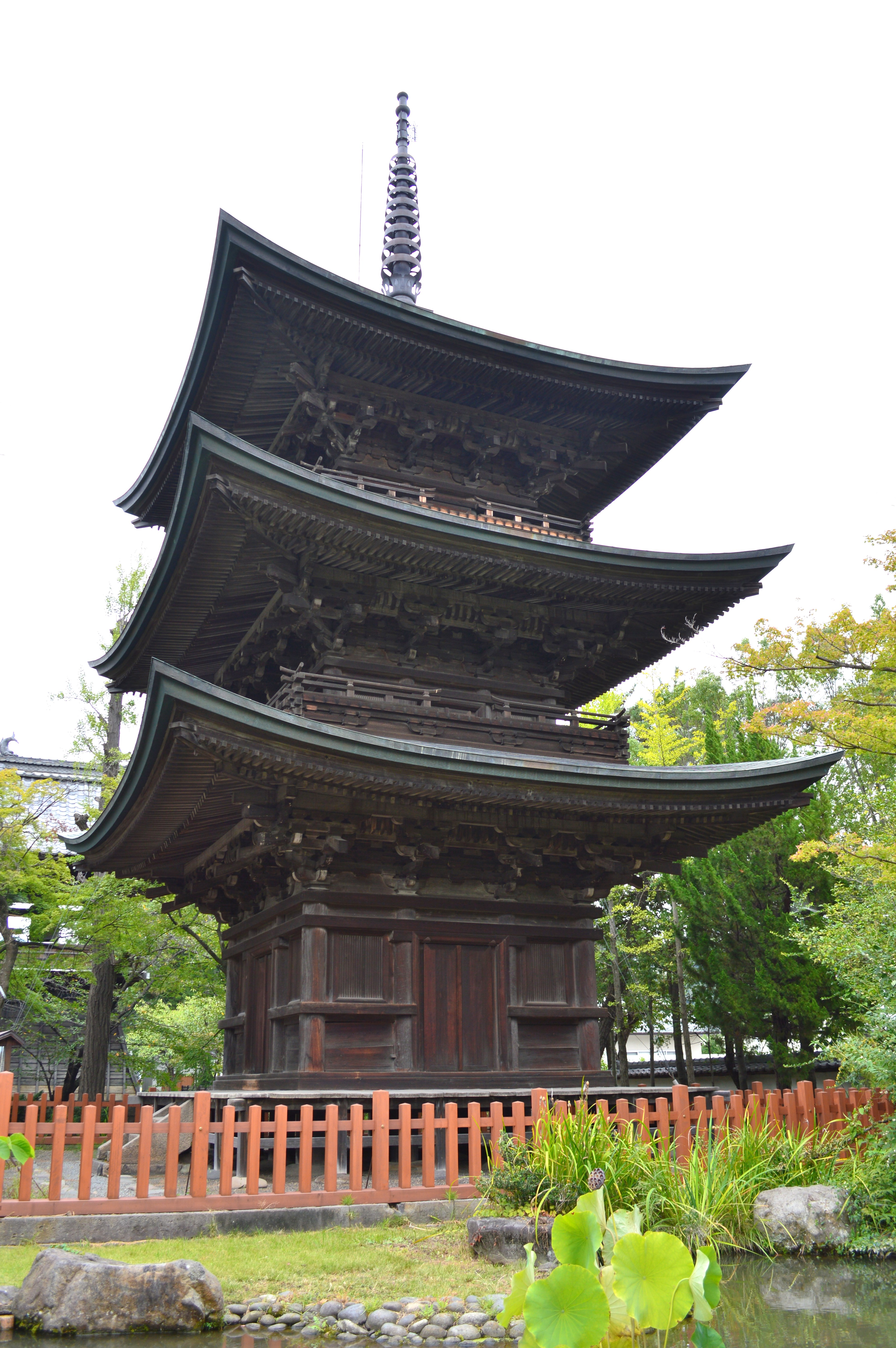
三重塔（重要文化財）

境内には本堂（薬師堂）、塔、鐘楼、観音堂、大黒天堂などが配置されている。本堂は文政12年（1829年）の発願で、天保11年（1840年）に起工、万延元年（1860年）に竣工した。その大事業の様子は、造営の年月に加えて「信濃国分寺勧進帳」や建物に記された寄進者名からうかがわれる。桁行6間、梁間4間、入母屋造、妻入りの身舎（もや）の周囲に裳階（もこし）をめぐらす（「間」は長さの単位ではなく柱間の数を表す用語で、本建物の場合は8尺（約2.4メートル）を1間とする）。善光寺本堂同様に庇（裳階）がつけられているので二階建てに見えるが、構造的には単層裳階付きである。近世の堂としては東信最大で江戸時代末期の特徴がよく表れており、長野県宝に指定されている。
三重塔は高さ20.1メートル。源頼朝の発願と伝えるほか、塔内には建久8年（1197年）の墨書があったと伝わるが、様式から室町時代中期の建立と推定されている。初層内部は四天柱を立て、来迎壁を設け、大日如来坐像を安置する。建築様式は外観は和様で、内部は四天柱に囲まれた須弥壇上の天井を鏡天井とする点など一部に禅宗様の要素がある。昭和7年から8年に全面解体修理が施された。室町時代の様式をよく表すものとして国の重要文化財に指定されている。
そのほか、三重塔の西側には鎌倉時代の作と見られる石造多宝塔（市指定文化財）がある。

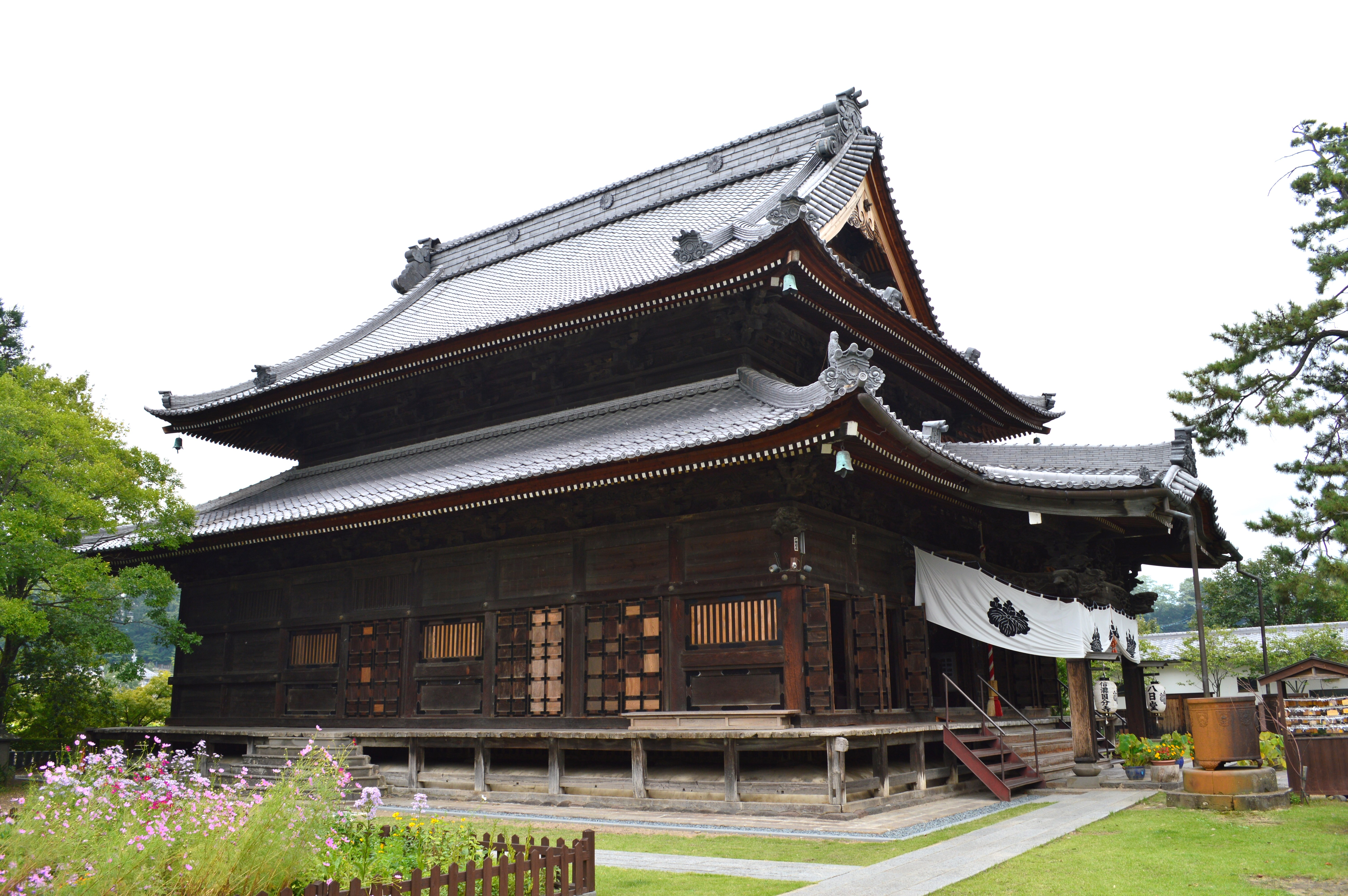
本堂全景
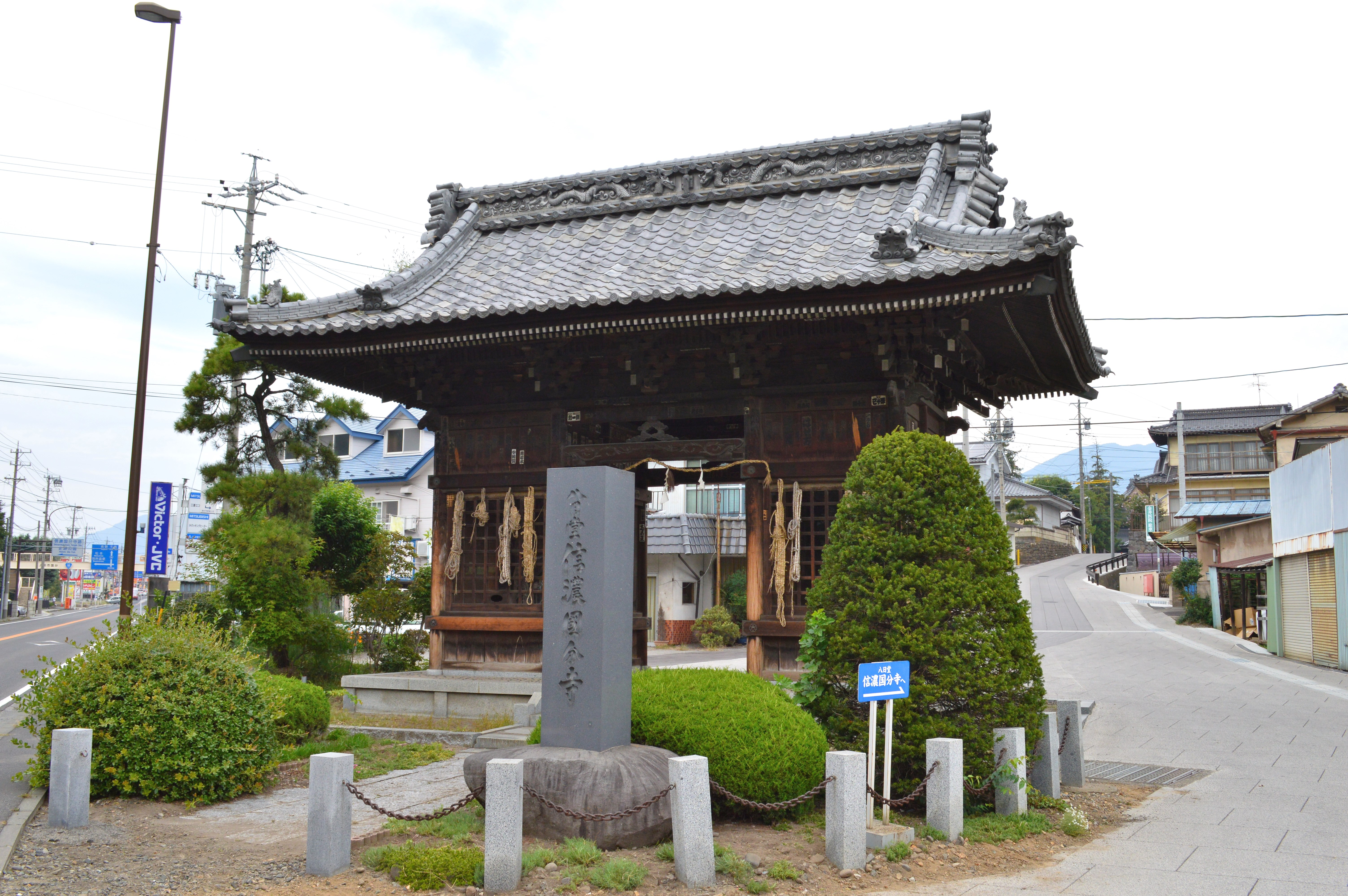
仁王門

## 主な行事
1月7日-8日には「八日堂縁日」が開かれる。行事では、ドロヤナギ（泥柳）材で作られた六角柱型の蘇民将来符が頒布される。歴史の古い行事で、「蘇民将来符頒布習俗」として国の無形民俗文化財に選択されているほか、頒布される蘇民将来符は市の有形民俗文化財に指定されている。

## 信濃国分寺跡

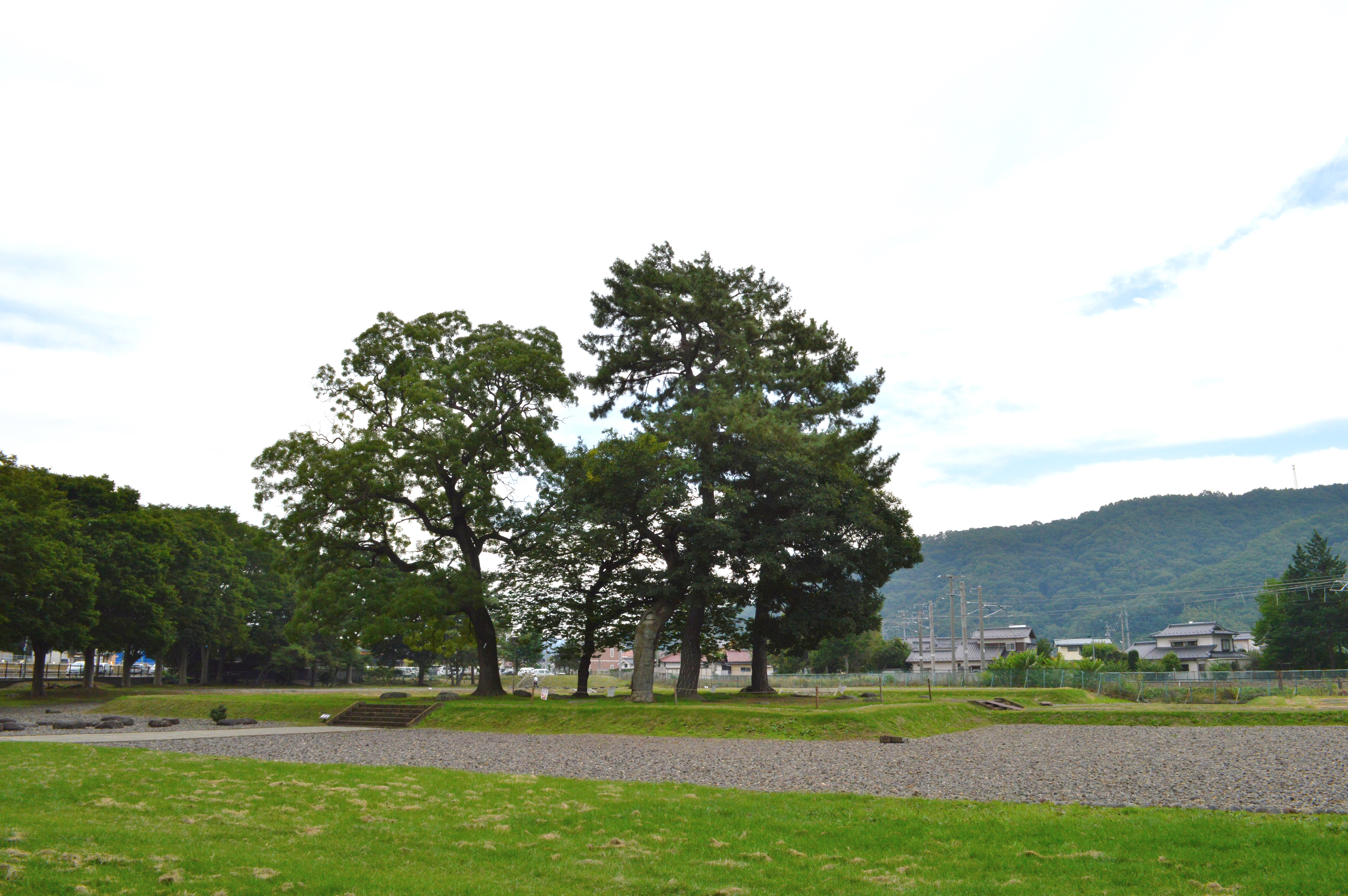
僧寺跡全景
中央に講堂、伽藍後方から望む。

国分寺（僧寺）跡は現国分寺の南方に位置する（北緯36度22分48.27秒 東経138度16分15.01秒 / 北緯36.3800750度 東経138.2708361度）。寺域は東西176.56メートル、南北178.05メートル（約100間四方）。金堂、講堂、中門、塔、回廊、僧房の跡が確認され、南大門の位置も推定されている。伽藍配置は中門、金堂、講堂を南北一直線に配置し、中門左右から出た回廊が講堂左右に取り付く東大寺式である。塔は回廊外の南東にあった。
- 中門 - 東西5間（約18メートル）、南北2間（6.6メートル）
- 金堂 - 東西7間（24.2メートル）、南北4間（14.4メートル）
- 講堂 - 東西9間（28.8メートル）、南北4間（14メートル）

## 信濃国分尼寺跡

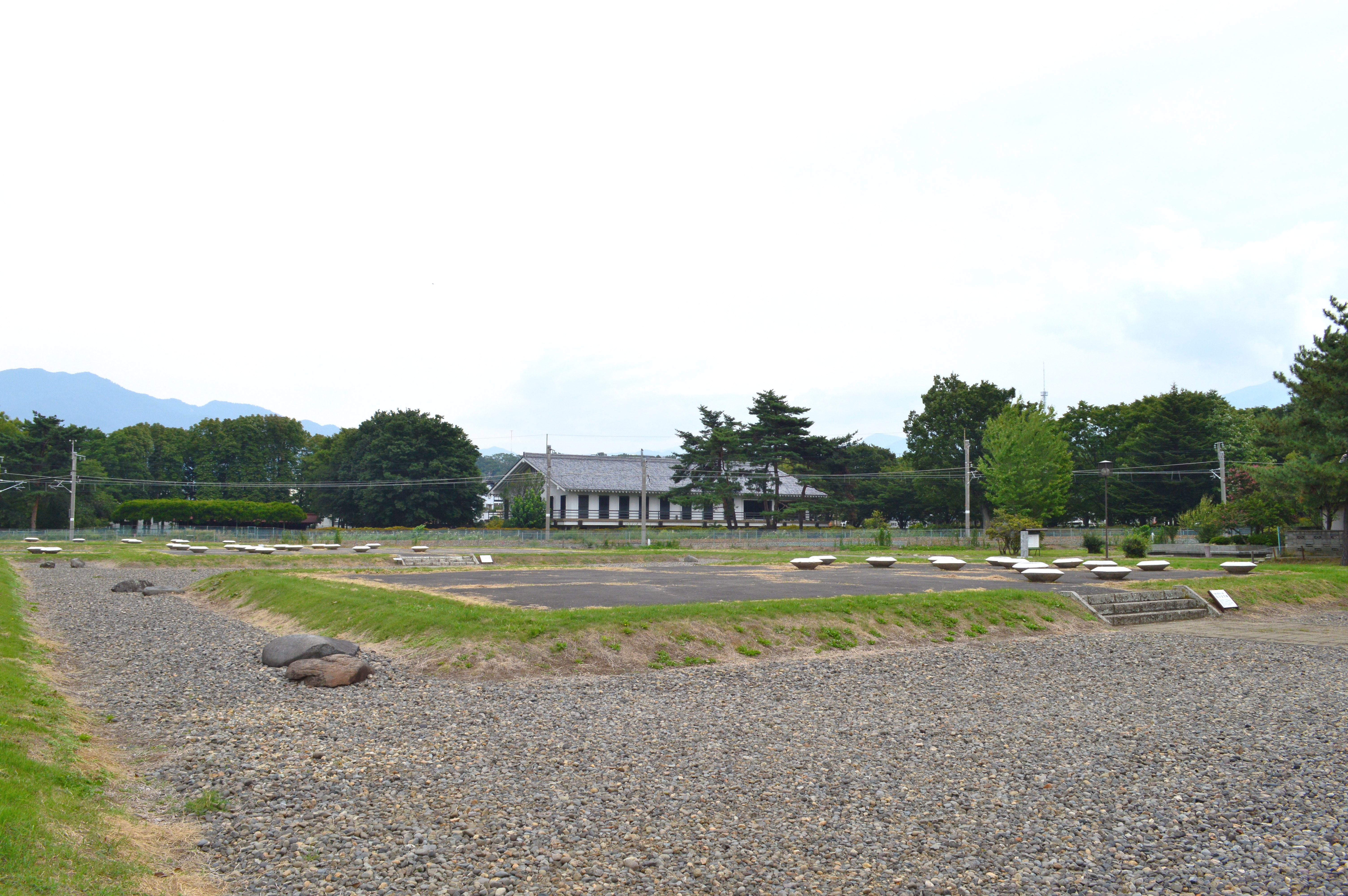
尼寺跡全景
中央に金堂、伽藍前方から望む。

尼寺跡は僧寺跡の西側に位置する（北緯36度22分50.04秒 東経138度16分07.75秒 / 北緯36.3805667度 東経138.2688194度）。寺域は東西150メートル、南北150メートル（80間四方）。金堂、講堂、中門、回廊、経蔵、鐘楼、尼房などの跡が確認されている。伽藍は、中門、金堂、講堂、尼坊、北門を南北一直線に配置され、中門左右から出た回廊が講堂左右に取り付く。講堂の東西の回廊外に位置する建物跡は東が鐘楼、西が経蔵とみられる。
- 中門 - 東西3間（11.8メートル）、南北2間（6.4メートル）
- 金堂 - 東西7間（22.4メートル）、南北4間（12.4メートル）
- 講堂 - 東西7間（約22メートル）、南北4間（約12.4メートル）

## 文化財
現国分寺が所有する文化財、信濃国分寺資料館が所有する国分寺関連文化財の一覧。

### 重要文化財（国指定）
- 三重塔（建造物） - 明治40年8月28日指定[8][9]。

### 選択無形民俗文化財（国選択）
- 上田市八日堂の蘇民将来符頒布習俗 - 平成12年12月25日選択[10]。

### 国の史跡
- 信濃国分寺跡 - 昭和5年11月19日指定[11][12]。

### 長野県宝
- 本堂（建造物） - 平成9年2月20日指定[13][14]。

### 上田市指定文化財
- 有形文化財
  - 石造多宝塔（石造物）
鎌倉時代末期の作と見られる多宝塔。昭和46年4月8日指定[15][16]。
  - 信濃国分寺勧進帳（書跡・典籍・古文書）
江戸時代の1829年（文政12年）、現在の本堂を建てるにあたって集めた寄付の内容を記した11冊の帳面。昭和57年4月13日指定[17]。
  - 牛頭天王祭文（書跡・典籍・古文書）
室町時代の1480年（文明12年）、八日堂縁日に配られる蘇民将来符の謂れを記した文書。信濃国分寺資料館で保管。平成7年12月7日指定[18]。
- 有形民俗文化財
  - 蘇民将来符
室町時代以来、八日堂縁日で頒布される木製の符。昭和43年4月25日指定[19]。
  - 八日堂縁日図
江戸時代初期、八日堂縁日の様子を描いた絵画。信濃国分寺資料館で保管。昭和43年4月25日指定[20]。

## 上田市立信濃国分寺資料館
1980年7月1日に開館。信濃国分寺の発掘調査で出土した約2000点の資料を中心に、原始時代から平安時代までの考古資料を8つのテーマに分けて展示し、上田の歴史や民俗に関する各種教室や、講座などを開催している。

### 利用情報
- 開館時間:午前8時30分から午後5時
- 休館日は毎週水曜日、祝日の翌日、年末年始 (12月29日から翌年1月3日まで）

## 現地情報
所在地
- 国分寺（現）：長野県上田市国分1049
- 国分寺跡：長野県上田市国分
- 国分尼寺跡：長野県上田市国分

交通アクセス
- 鉄道

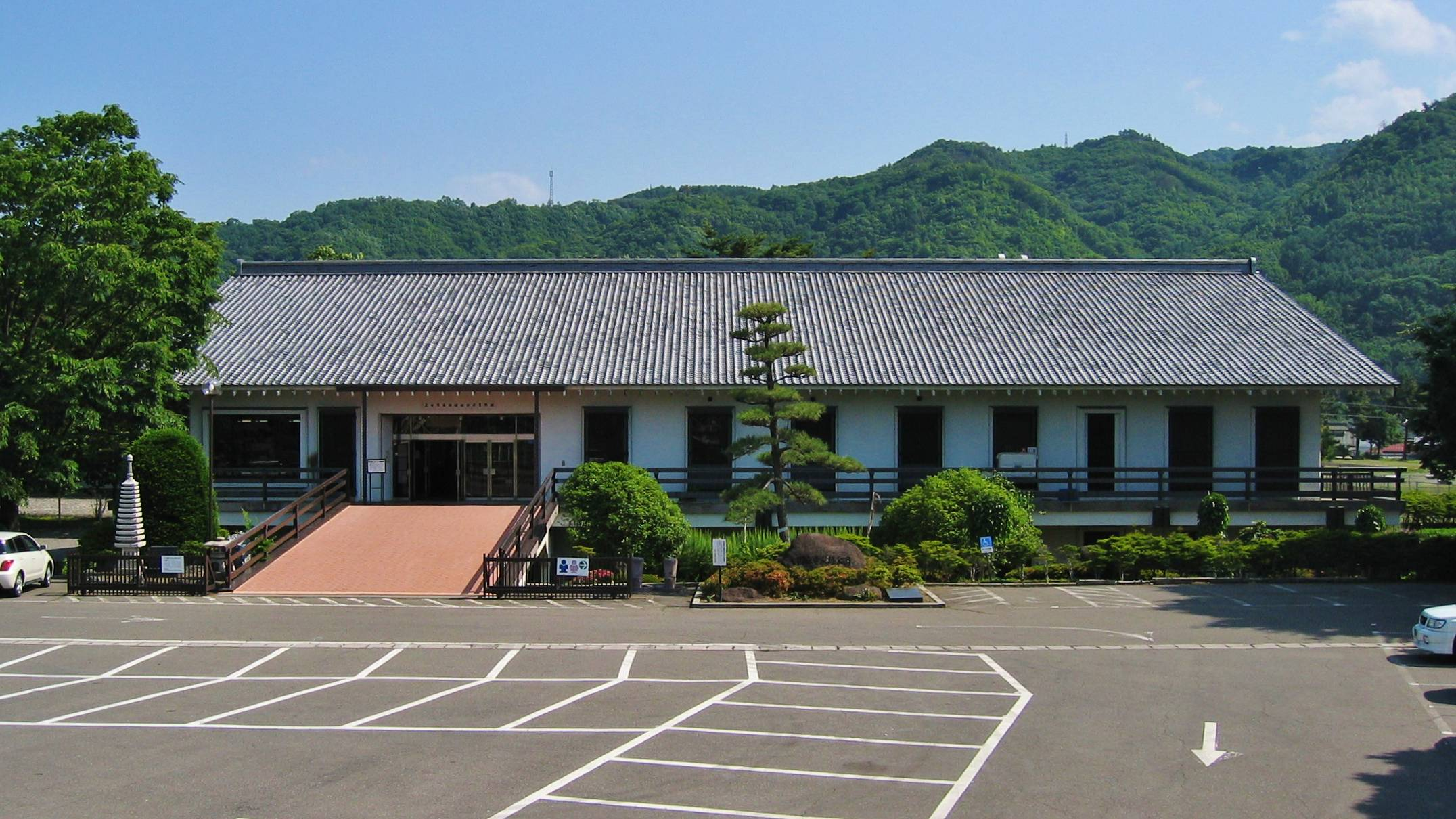
信濃国分寺資料館

  - しなの鉄道 信濃国分寺駅 （徒歩約5分）
  - JR東日本北陸新幹線ほか 上田駅からタクシーで10分
- バス
  - 千曲バスで「八日堂入口」バス停下車 （国道18号線上 信濃国分寺資料館付近、仁王門前）
- 車
  - 上信越自動車道 上田菅平ICより15分

周辺
- 国分八幡神社 - 国分寺守護の八幡神と伝えられる。
- 科野大宮社 - 信濃国総社推定地。